# 国際ラグビーリーグ連盟
国際ラグビーリーグ連盟（こくさいラグビーリーグれんめい、International Rugby League）は、13人制のラグビーリーグの国際統括団体。本部はイングランドのロンドンにおかれている。本連盟はワールドカップとフォーネイションズを主催している。

## 概要
IRLの前身は1927年に設立されたインペリアルラグビーリーグボード（Rugby League Imperial Board）であり、イギリス、オーストラリア、ニュージーランドの3か国によって設立。1948年にはフランスが加盟されたことにより、国際ラグビーリーグ評議会（International Rugby League Board）に変更となる。1954年からは世界選手権であるワールドカップを開始。1998年に現在の名称となる。

## 主な主催大会
- ラグビーリーグ・ワールドカップ
- フォーネイションズ
- パシフィック・ラグビーリーグ・インターナショナル
- アメリカスカップ
- コロニアルカップ

## 傘下組織
- アジア太平洋ラグビーリーグ連盟（APRLC）
- 欧州ラグビーリーグ連盟（RLEF）